# GNU Guile
GNU Guile是GNU 计划首选的扩展系统，是Scheme程序设计语言的一种实现。Guile实现了Scheme标准R5RS、大部份的R6RS和完全的R7RS，一些Scheme实现要求（SRFI）和很多自己的扩展。Guile提供了“libguile”可将语言嵌入至其他程序并通过CAPI紧密的结合。同样的，新的类型和子程序的定义也可以通过C API扩展Guile自身。